# Skjønhaug
Skjønhaug è un villaggio della Norvegia, situato nella municipalità di Indre Østfold, nella contea di Østfold.